# Totonaque de Misantla
Le totonaque de Misantla (ou totonaque de Yecuatla) est une langue totonaque parlée dans l'État de Veracruz, entre Xalapa et Misantla, au Mexique.

## Classification
Le parler de misantla appartient à la famille de langues amérindiennes des langues totonaques.

## Phonologie
Les tableaux présentent les phonèmes du totonaque parlé à Yecuatla et à San Marcos Atesquilapan.

### Voyelles
|         | Antérieure                  | Centrale                    | Postérieure                 |
| ------- | --------------------------- | --------------------------- | --------------------------- |
| Fermée  | i [i] ii [iː] ḭ [ḭ] ḭḭ [ḭː] |                             | u [u] uu [uː] ṵ [ṵ] ṵṵ [ṵː] |
| Ouverte |                             | a [a] aː [aː] a̰ [a̰] a̰a̰ [a̰ː] |                             |

### Qualité des voyelles
Le totonaque de Misantla ne compte que trois voyelles de base, mais celles-ci peuvent être longues. Les voyelles, courtes comme longues, peuvent être laryngalisées, de sorte que le total de voyelles est en réalité de douze. Des exemples de voyelles laryngalisées, notées par un tilde inférieur, sont čḭ́ḭŋɔ̰́ʔ, vert, ou míɴɢá̰a̰χštúun, ta cuisse

### Consonnes
|               |               | Bilabiale | Alveéolaire | Latérale | Palatale | Vélaire | Uvulaire | Glottale |
| ------------- | ------------- | --------- | ----------- | -------- | -------- | ------- | -------- | -------- |
| Occlusives    | Occlusives    | p [p]     | t [t]       |          |          | k [k]   | q [q]    | ʔ [ʔ]    |
| Fricatives    | Fricatives    |           | s [s]       | ł [ɫ]    | š [ʃ]    |         |          | h [h]    |
| Fricatives    | Fricatives    |           | c [t͡s]      |          | č [ t͡ʃ ] |         |          |          |
| Nasales       | Nasales       | m [m]     | n [n]       |          |          |         |          |          |
| Liquides      | Liquides      |           | l [l]       |          |          |         |          |          |
| Semi-voyelles | Semi-voyelles | w [w]     |             |          | y [j]    |         |          |          |